# Rakovac (Beočin)
Rakovac (v srbské cyrilici Раковац, maďarsky Dombó) je vesnice v Srbsku, v podhůří Frušky Gory, na břehu řeky Dunaje. Administrativně je součástí opštiny Beočin. V roce 2002 měla 1989 obyvatel.
Známá je díky stejnojmennému klášteru, který se nachází na jižním okraji obce, v části Stari Rakovac. Klášter byl těžce poškozen za druhé světové války. Kromě toho je Rakovac také jedním z výchozích bodů turistických výprav do pohoří Fruška Gora.
Dopravu do města zajišťuje hlavní silnice ve směru Beočin–Novi Sad. Do roku 2007 zde byla (pro nákladní dopravu) v provozu i železniční trať.